# Ortigosa
Ortigosa est une freguesia portugaise située dans le district de Leiria.
Avec une superficie de 13,21 km2 et une population de 1 802 habitants (2001), la paroisse possède une densité de 136,4 hab/km2.